# Théâtre de la Tempête
El Théâtre de la Tempête es un teatro situado en La Cartoucherie, en el Bois de Vincennes, en el distrito XII de París.
Fundado por Jean-Marie Serreau en 1971, el teatro fue dirigido, de 1973 a 1995, por Jacques Derlon. Entre 1996 y 2016 fue dirigido por Philippe Adrien, que en 2017 fue sustituido por Clément Poirée, actual director.
A lo largo del tiempo, ha recibido a numerosos directores teatrales en sus inicios, como a Jacques Lassalle, director del Teatro del Pan y de las Marionetas, o más recientemente a Christine Pouquet.